# 山岡町
山岡町（日语：／ Yamaoka chō */?）是日本岐阜縣惠那郡內一個已撤銷的町，面積達60.96平方公里，據2004年10月1日的統計，人口為5,305人，1955年3月1日由鶴岡村和遠山村合併而成，各取一字取名山岡町:1109-1110，2004年10月25日與舊惠那市、同郡岩村町、明智町、串原村、上矢作町合併成新惠那市，現在是惠那市山岡地域自治區，包括山岡町釜屋、上手向、久保原、下手向、田澤、田代、原和馬場山田。

## 位置區劃與地理

### 位置區劃

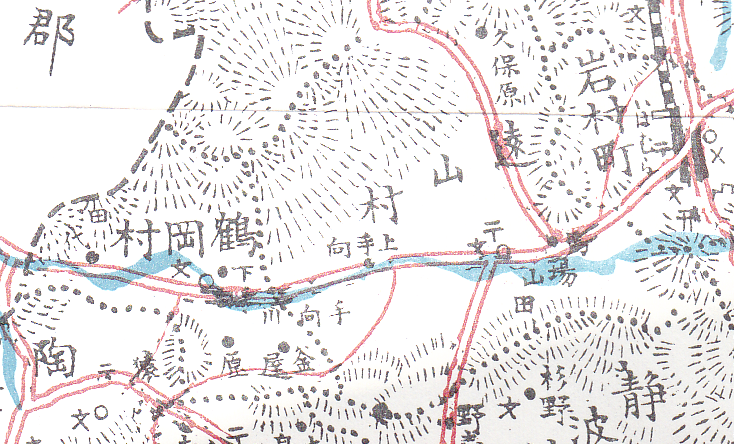
遠山鶴岡時代的大字地圖

山岡位於東濃山地和美濃三河高原，岐阜縣的東南部，惠那郡的南部，惠那市的中西部，東面是岩村町，東南面是上矢作町，南面隔着惠那山斷層崖山系是明智町，西面是瑞浪市小里和陶，北面隔着屏風山斷層崖山系是惠那市:9。山岡整體面積達60.96平方公里，東西長11.3公里，南北長6.4公里，其中約一成是耕地，而耕地裡有八成左右均是水田，在惠那郡內屬於耕地比例較高的地區，最高點是東南面的峰山山地，相對高度是843.5米，最低點是鄰接於瑞浪市的小里川下流，相對高度是360米:9-10，分為七個大字，中心部分是上手向和下手向，東部是馬場山田，南部是釜屋，西部是田代，東北部是久保原，西南部是原，其中馬場山田的一部分在合併後改稱田澤。
| 舊市町村 | 大字     | 小字 |
| -------- | -------- | --- |

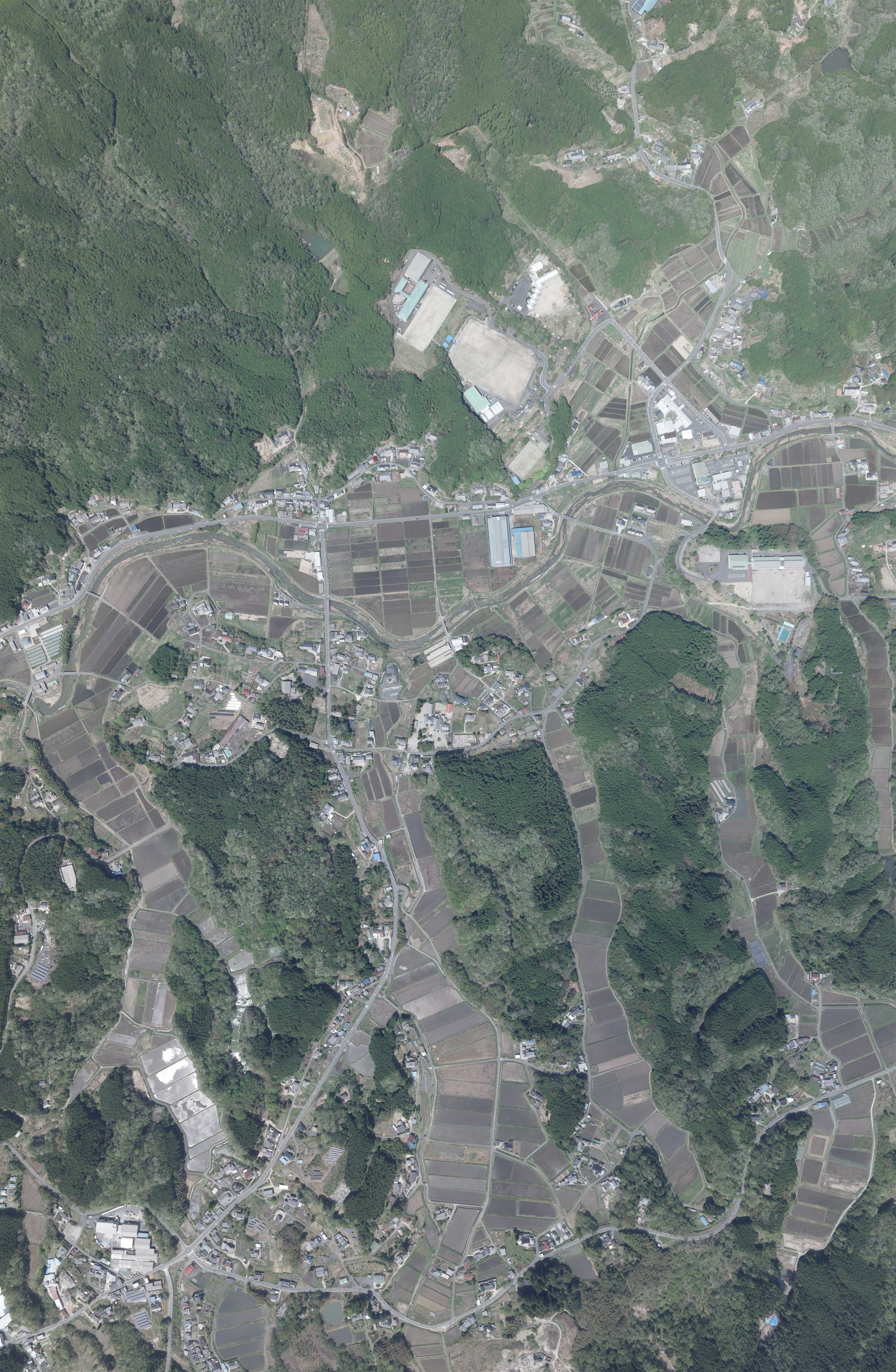
中央部分和西面是下手向，東面是上手向，南面是釜屋

| 遠山村   | 馬場山田 | 三角、一貫平、峯山、青木、龜割、飯高、兼平、八升蒔、松原、南洞（南ケ洞）、元替戶、小名畔、矢矧下、矢矧、河原田、水口、牛gagei（牛ケげい）、新道、前田、Namazu（なまず）、菅洞、中根、丸山、百田、石洞（石ケ洞）、小玉石、五反田、的場、角替戶、吉原、溝洗、鹽田、唯刈、瀧之上（瀧の上）、芋洞（芋ケ洞）、真菰、大湫、高根澤、茱茰洞（茱茰ケ洞）、言洞、花白、賢女、市場、岩羽根、坊田、玉角、平坂、和田、德田、清崎、高美、萬場、岩原、漆坪、中田、堀田、寺尾、狐塚、堤洞（堤ケ洞）、關屋、仁王淵、蝶蝶洞（蝶々洞）、九斗蒔 田澤的小字 大音寺、鎌田、奈免入、山中、大平、榛木、燈籠、中平、山際、田澤、飛渡、田中、中長、中芝、麓、大長洞、姥石、山野田、鼠平、山之神、上根通、陣中、下根通、中島、櫻根（櫻ケ根）、大苗代、殿田、於蔦切、細畑、釜井、銀杏木、道鎮、折坂、栃洞、高根、大入、道洞、中入、堀、小石原、畑中、牧前 |
| 遠山村   | 上手向   | 瀨木、井之上（井の上）、經塚、升田、日向前、丁田、三石（三つ石）、石平前、石平、狐塚、石平洞、岩羽佐間、八田（八つ田）、野牛洞（野牛ケ洞）、日向、井戶洞、山之神、城峯（城ケ峯）、掛地、一之明、高柳、竹之下（竹の下）、七切、石橋、向田、戶地洞、小洞、奧戶地洞、藥研、池洞（池ケ洞）、桉、梅洞（梅ケ洞）、奧洞、圓坂、雨洗美、講念田、立岩、檞崎、永坂、於齟齬（おそご）、梨木、丁內洞、源太洞、落澤（落ケ澤）、東鹽坂、水晶峯（水晶ケ峯）、Hashibami口（はしばみ口）、西洞（西ケ洞）、扇田、中洞、無量寺洞、無量寺、地藏繩手、曲淵、平床、大梅院、疊屋、東上市場、久古、西上市場、藏王田、福神平、藏王田上、藏王峯（藏王ケ峯）、御嶽洞（御嶽ケ洞）、八升蒔、濱井場（はまゐ場）、上浮坪、下浮坪、又平田、日燒田（日やけ田）、羽佐間、大功、Akuma（あくま）、神田、御屋敷、狸洞、野志越內、大洞、佛田、朴之木（朴の木）、山崎、根側、黑羽根、草原、取手、石洞（石ケ洞）、五兵入、堂洞（堂ケ洞）、井之口、左場、佃洞（佃ケ洞）、Saikachi（さいかち）、篠洞（篠ケ洞）、柳洞（柳ケ洞）、押田、押田洞、鳥居前、向畑、長樂寺、大正寺下、大正寺、姬口、別莊 |
| 遠山村   | 久保原   | 安野入、休場、丸山、檜洞、沖、竹之上、岩洞（岩ケ洞）、鳶巢（鳶ケ巢）、中西前、北洞、殿外津、稻葉下、大久手、立岩、申堂前、橫吹、宮野前、三升蒔、細洞、柏崎、藤上、權田、芋洞（芋ケ洞）、木屋入（木屋ケ入）、井野口、大久醐、町名平、梅平、西大平、樫木、古野川、向古野川、東山上平（東山上ケ平）、福神平、端田、東上 |
| 鶴岡村   | 下手向   | 一丁田、吉高、蘆原、安免、繁廣、鷹平（鷹ケ平）、大沼、八重洞、落合、下平、冷川、土岐坂、石戶、居守池（居守ケ池）、野田、明澤（明ケ澤）、郡上、雲路、二百山、木伐戶、神戶、池之尻（池の尻）、上神田、中島、荒木、西間洞、浮坪、東間洞、下神田 |
| 鶴岡村   | 釜屋     | 天地平、石橋、油田、四反田、斧砥、神田、下之平（下の平）、下道地、黑地、鶴岡、花木、天地、西洞、高瀨、上之平（上の平）、福尾戶、石川、折立、國地、引地、百畔、市場、大洞、本藏、中屋、轟、雲地、梅之木（梅の木）、金張、山崎、橫山、新田、中一本木、下一本木、向田 |
| 鶴岡村   | 原       | 立野、大牧、足澤、黑谷、洞口、中洞、大西、引地、中洞道下、下沼、豎岩、道下通、小萬場、札之辻（札の辻）、切山、天地平、山脇、大坪、向山、長澤 |
| 鶴岡村   | 田代     | 與助畑、青木、張切、馬留、蔭曳、大日向、檜峯（檜ケ峰）、留守洞（留守ケ洞）、下留守洞（下留守ケ洞）、水口、中沼、藥師前、湯舟、廣瀨、下洞（下ケ洞）、小田代、橫平、石神下、五斗代、鳶巢（鳶ケ巢）、東山、向田、坂之尻（坂の尻）、池洞（池ケ洞）、下Sōrei（下そうれい）、上之畑（上の畑）、中畝、上屋敷、大平、清水戶、洞山、奧小屋、笹平、花立、川平、西山、郭好 |

### 地理
山岡位處於木曾山脈的西邊，惠那山山系東濃丘陵的東部，北部是東西延伸的屏風山斷層，與險峻的瑞浪市一方相比，山岡則是緩坡的丘陵，西北部的田代在小里川侵蝕下形成峽谷，東北部久保原內的峽谷之間土地平坦，為山岡內耕地面積最廣的地區，南面是惠那山斷層，小里川則從中央部分的低地流向西面，在瑞浪市形成土岐川，屬庄內川水系，東南部的峰山雖然有少部分屬矢作川水系，不過水源仍然以庄內川水系為主，耕地也集中於沿岸的山田、上手向和下手向等低地，與惠那山斷層崖一帶的田澤、釜屋和原等段丘台地均形成聚居地。地質方面，西部田代和下手向的大部分高地、部分屏風山山系的北部高地以及南部的惠那山斷層山系均是黑雲母花崗岩類，在風化作用下形成帶砂質的土壤，內有大量的長石，為陶土的原料。另一方面，馬場山田、久保原、上手向、下手向、釜屋和原是第三紀的凝灰岩，其上方是粘土和砂礫層，惠那山斷層崖的一小部分小里川流域則是沖積層。氣候方面，山岡屬於內陸性氣候，溫差較大，最高氣溫是28.5℃，最低氣溫是零下17℃，全年平均溫度是12.2℃，降雨量是1,694毫米，降雪量是3.6厘米，零下10℃以下的嚴冬集中於一月至二月，這是由於地勢上降雪少，加上天晴的日數多而形成輻射冷卻:11-13，為寒冷地域之一。

## 歷史

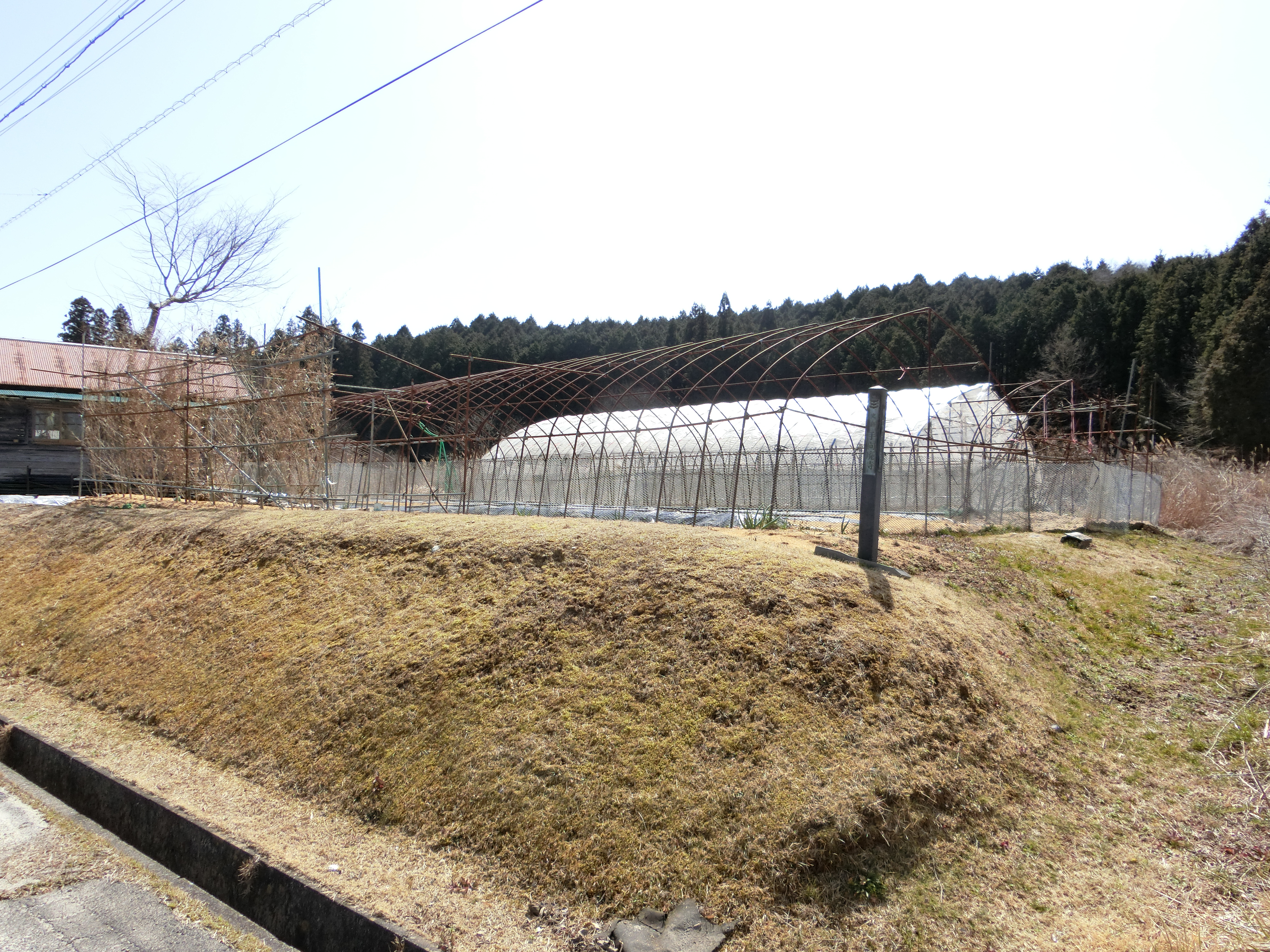
手向廢寺

山岡有久保原端田遺跡、馬場山田仁王淵遺跡、馬場山田高美遺跡、上手向叠屋遺跡、原中洞遺跡、下手向天王山遺跡和下手向居守池遺跡等15個繩紋時代遺跡:45-53，此外雖然沒有彌生時代的遺跡:56，不過有約16座古墳，大多是有橫穴式石室的後期圓墳:68-69。壬申之亂後的白鳳時代後期，美濃國內有大量寺院建成，在山岡也有推測在同時期建成的手向廢寺，估計當時山岡是勝氏的勢力範圍:90-97。進入平安時代後，根據《和名類聚抄》記載，惠那郡當時分為六個鄉，山岡與明智、串原、上矢作同屬其中的淡氣鄉，推測當時鄉的中心部分便是手向廢寺一帶:109-112。中世時，山岡是遠山庄的一部分，最初是藤原泰子的領地，後來變成近衛家的領地，其後加藤景廉獲任命為遠山庄的地頭，其子及後改稱遠山氏，是為遠山景朝。文永9年3月13日（1272年4月12日），根據足利直義的下知狀記載，遠山庄內的手向鄉改由長井時秀擔任地頭:188，元弘之亂後，手向鄉先後多次輪流成為遠山氏和長井氏的領地，最終在貞和3年4月7日（1347年5月17日）由明知遠山氏的遠山信房就任手向鄉地頭:203-205。
應仁之亂爆發後，遠山氏作為東軍在山岡擊敗西軍的土岐氏，在文明5年（1473年）又協助攻進東濃的小笠原家長來對抗土岐氏，小笠原氏也一度佔領惠那中部一帶直至在天文22年（1553年）被武田信玄趕離信濃國為止:272。天正2年（1574年）2月，武田勝賴與木曾義昌攻進東濃，當時山岡的一眾城郭均被武田氏佔領，加上當時武田氏採取焦土政策，導致山岡的大量資料以及寺社建築物等大多化為灰燼:285-288、290，然而隨著在長篠之戰失利後，遠山友政和遠山一行隨同織田信忠收復岩村城，戰後明知遠山氏和苗木遠山氏的領地也獲河尻秀隆安堵:290-292。甲州征伐後，秀隆入主甲斐國，岩村城改賜予森蘭丸。本能寺之變爆發後，遠山氏等不欲森長可坐大的東濃豪族在其返回兼山城途中發動突襲，不過以失敗告終，此舉激怒了長可，他開始著手反攻於天正11年（1583年）正月攻進東濃，遠山利景等人先後被擊敗而轉投德川家康。然而，隨著長可在小牧長久手之戰中戰死，利景其後也成功奪回明知城，不過在家康與羽柴秀吉和解後，長可的領地又回到其弟森忠政手上。慶長4年（1599年），在石田三成的安排下，田丸直昌代替移封至信濃川中島的忠政入主岩村:293-298。關原之戰爆發前，東濃眾人均靠攏西軍，原本已經投靠家康的一眾舊領主則屬東軍，眾人在東濃之戰中先後收復舊領，直昌在得悉西軍敗北後亦向友政求和:303-305。慶長6年（1601年），馬場山田村內的滿昌寺舊寺領劃為利景的領地，馬場山田村剩餘的大部分領地則賜予岩村藩主松平家乘，不過岩村藩認為馬場山田村原本就是岩村的領地，沒有分給明知遠山氏的理由，對此江戶幕府先收回此地，並且在元和5年（1619年）時改賜予尾張藩，久保原、手向（上手向）、下手向、釜屋、原和田代則是旗本明知遠山氏的領地，三者在山岡的統治一直維持至江戶時代結束:314-315。

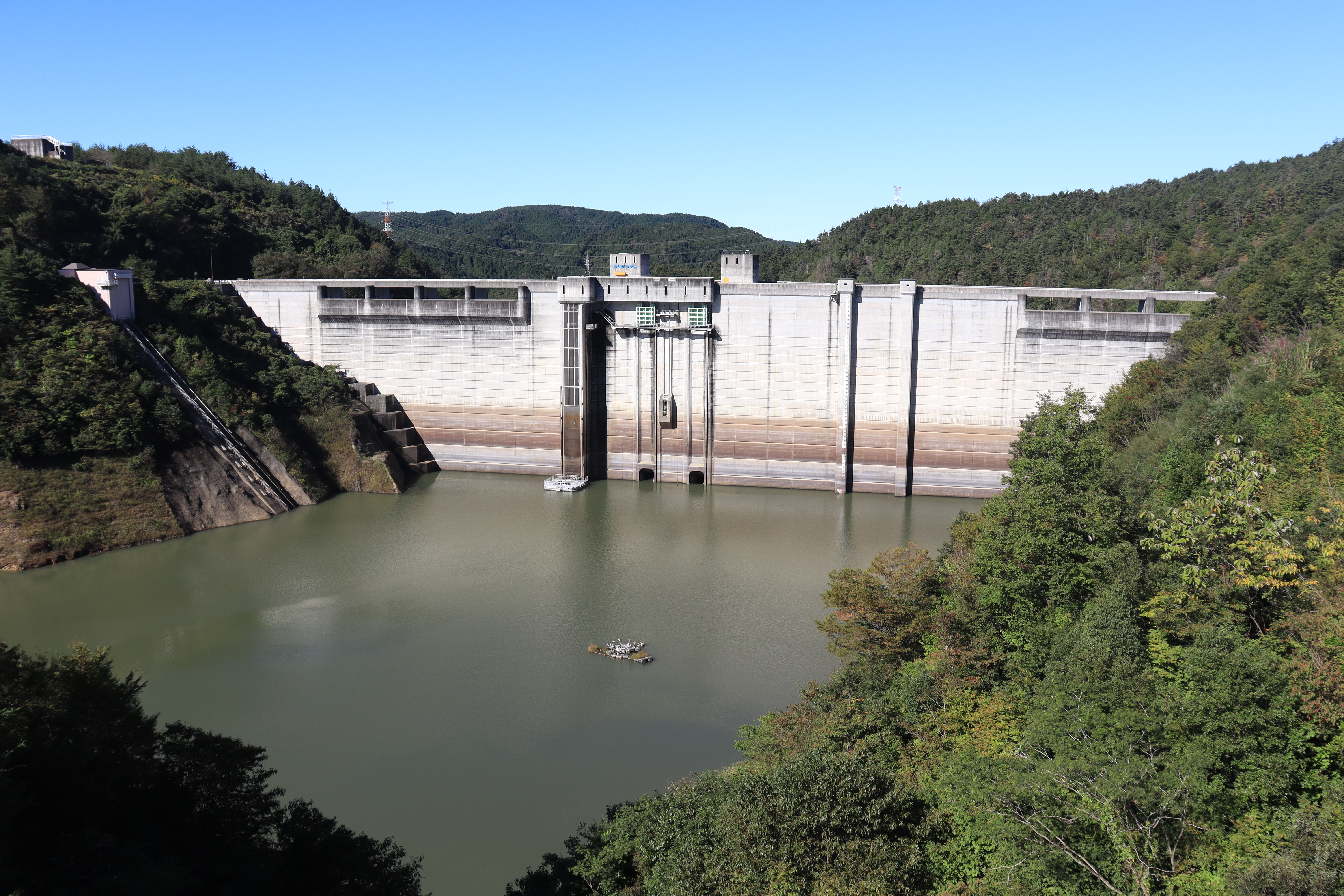
小里川水壩

大政奉還後，旗本領劃入笠松縣，岩村藩領和名古屋藩領（即尾張藩）分別改組為岩村縣和名古屋縣:795，其後美濃國內各縣在明治4年11月22日（1872年1月2日）合組成岐阜縣，並且在翌年10月10日（1872年11月10日）引入大區小區制，山岡所在的惠那屬於第十二大區，原、田代、釜屋和下手向劃入其中的第三小區，馬場山田、久保原和上手向則是第六小區。1884年，在聯合戶長役場制度下，下手向、上手向、釜屋、原和田代合組為一村，馬場山田、久保原和飯羽間（現惠那市岩村町飯羽間）合組一村，隨著《市制》和《町村制》在1888年公佈後，下手向、上手向、釜屋、原和田代，以及馬場山田和久保田各自成立了組合村。1897年4月1日，考慮到幅員遼闊等問題，上手向改與馬場山田、久保原合併為遠山村，下手向等四村則合併成鶴岡村，兩村的名稱分別取自遠山庄和鶴岡山:815-819。在昭和大合併的背景下，兩村也開始摸索合併方案，首先是以岩村町為中心，由兩村加上岩村町、本鄉村（現惠那市岩村町）的方案，不過由於遭到鶴岡村大部分人的反對而未能實現，其次是惠南13町村合併成惠南市的方案，不過礙於面積過大，也沒有主導的町村而無疾而終，其三是與陶町（現瑞浪市陶）、吉田村（現惠那市明智町）的合併方案，鶴岡村中雖然有人對此方案也頗為積極，不過由於陶町決定併入瑞浪市而未能實現，僅餘的兩村合併方案最初也遇到問題，遠山村部分人以自古與岩村關係密切，與鶴岡村合併不但沒有好處，反而變得不便為由反對，在經過近三十次討論後才取得共識。最終，兩村在1955年3月1日合併為山岡町:1105-1110。1977年，農地防災水壩兼平水壩和田澤水壩相繼完工:1128。2004年3月31日，小里川水壩建成，同年10月25日，山岡町與舊惠那市、同郡岩村町、明智町、串原村、上矢作町合併成新惠那市。

## 政治與宗教

### 政治
在日本眾議院選舉中，山岡在中選區制時期屬於岐阜縣第2區，在第28屆日本眾議院議員總選舉中，有效選票是3,547票，其中自由民主黨的纐纈彌三取得最多的2,015票。改制至小選舉區制和比例代表制後，山岡分別屬於岐阜縣第5區以及東海比例代表區，岐阜5區除了2009年由民主黨的阿知波吉信當選外，均由自由民主黨的古屋圭司擔任議員。在日本參議院選舉中，山岡屬於岐阜縣選舉區，與惠那市合併前時的議員分別是自由民主黨的大野艷子、民主黨的平田健二、無黨派的松田岩夫以及民主黨的山下八洲夫。地方選舉方面，山岡町成立初期先由兩村的村長輪流擔任町長，為期半年，截至1983年為止，按順序分別是佐佐木利八、西尾一朗、原田忠衛、西尾亮治、木村源一、伊藤隆藏和西尾通夫:1114-1115，末任町長是山內章裕。町議會最初則按舊市町村分成兩個選區，在1975年合二為一，最初的議席數目是32席，翌年減少至22席，1968年3月1日改為14席，1976年3月1日時是16席，1984年3月1日時變成14席:1115、1225-1228，合併前則是12席。

### 宗教
- 普門寺
- 林昌寺
- 圓通寺

山岡至少有17座神社，其中14座為村社，七座是指定村社，分別是位於馬場山田清崎的春日神社、久保原三升蒔的日吉神社、上手向石平洞的手向神社、下手向二百山的白山比咩神社、釜屋山崎的神明神社、原大西的金刀比羅神社以及田代東山的南宮神社，其餘則是久保原申堂前的熱田神社、久保原休場的八幡神社、久保原芋洞的神明神社、上手向押田洞的貴布禰神社、上手向姬口的八幡神社、上手向立岩的神明神社以及原切山的八王子神社，另外尚有位於上手向的子守神社、馬場山田的火禦神社和五社神社:1011。社格制度廢止後，改為採用由神社廳制定的金、銀、白幣社和無格社，上述村社中金刀比羅神社是金幣社，春日神社和白山比咩神社是銀幣社，久保原和上手向的八幡神社及神明神社是無格社，其餘均是白幣社:1209。佛寺方面，山岡至少有七座寺院，分別是臨濟宗妙心寺派位於馬場山田的萬勝寺、上手向的圓德寺和原的圓通寺，曹洞宗佛寺則有位於久保原的林昌寺、下手向的普門寺、原的藥師寺、馬場山田的盛久寺以及如來教的久保原庵，另有爪切地藏。

## 人口
| 統計年度 | 馬場山田 | 上手向 | 久保原 | 下手向 | 釜屋 | 原    | 田代 | 參考資料 |
| -------- | -------- | ------ | ------ | ------ | ---- | ----- | ---- | -------- |
| 1995年   | 1,126    | 778    | 589    | 875    | 407  | 1,434 | 471  | [ 59 ]   |
| 2000年   | 1021     | 718    | 564    | 885    | 411  | 1376  | 537  | [ 60 ]   |

明治初期的山岡人口是3,822人，按馬場山田、久保原、上手向、下手向、釜屋、原和田代的順序，人口分別是1,121人、668人、627人、446人、221人、380人和359人，遠山和鶴岡兩村時期的1897年則是5,240人、按順序的人口分別是1,420人、780人、798人、635人、350人、634人和623人，最高峰是1960年時的7,022人，其中大多源自遣返者和掉頭現象等等。增幅方面，原達4.2倍，久保原則幾乎沒有增長，與遠山地區的108%增幅相比，鶴岡地區達239%，這是由於當地轉型從事陶瓷工程所致:1130-1132。合併前的山岡男女人口相約，分別是2,668人和2,637人，總人口是5,305人，15歲以下人口是723人，15歲至64歲的勞動人口是3,060人，65歲或以上的老齡人口是1,522人。此外，山岡是過疏地域，鶴岡地區是特定農山村，馬場山田則是邊地。

## 經濟、交通與教育

### 經濟
農業方面，山岡的農地面積達607公頃，其中493公頃是水田，其餘是旱田，有649戶從事農業，銷售額達11億日元左右，其中稻米佔約3.4億日元，蔬菜則是1.1億日元，而遠山地區的峰山、兼平、飯高、水口、田澤、黑羽根和久保原，以及鶴岡地區的釜屋、西原、中田和田代是指定棚田地域，另外同時從事林業的有346戶，範圍達1,413公頃。第二產業方面，山岡是低開發地域工業開發地區，總共有565人從事相關工作，其中最多人從事的是陶瓷工程相關的製造業（281人），出貨額達33億日元左右，而原本身即是蛙目陶土的產地，第二多的是食品相關的製造業（96人），出貨額達7億日元左右，其中細寒天在日本國內的市場佔有率達八成以上，並且以「山岡細寒天」的名義註冊為地域團體商標。批發和零售點總共有237處，其中僅9處從事批發，總計銷售額達34億日元左右，零售佔其中的33億日元左右，最多人從事的是飲料和食品相關的零售業，總共66人，銷售額佔約10億日元。
金融機構方面，遠山產業信用組合在1903年5月7日於久保原成立，其後在1907年2月14日，遠山購買販賣組合也在久保原成立，及後在1909年10月30日，鶴岡信用購買組合於下手向成立:960。1972年，遠山農協、鶴岡農協、吉田農協、串原農協、下原田農協、上村農協、岩村町農協和明智町農協合併成惠南農業協同組合，總店設於馬場山田，另有分店位於下手向的鶴岡分店和馬場山田的遠山分店，1998年4月與中津川市農協、惠那農協、惠那北農協合併成為東美濃農業協同組合，遠山和鶴岡分店在2012年5月停業，同時山岡分店開業。另一方面，遠山郵局在1915年7月啟用，1955年8月遠山郵局更名為山岡郵局，1961年搬遷，根據1980年出版的《角川日本地名大辭典》當時位於馬場山田，現在位於上手向，鶴岡郵局則在1936年4月於原啟用，翌年5月遷移至山脇，1954年和1958年先後在下手向和田代成立以鶴岡郵局為母局的簡易郵局，鶴岡郵局現在設於札之辻，下手向簡易郵局設於下手向，田代簡易郵局則設於廣瀨:1063、1224。

### 交通與教育
- 山岡站
- 花白溫泉站

在江戶時代時代，馬場山田、久保原、上手向和下手向是中山道大井宿的助鄉。道路方面，山岡有國道363號、國道418號和岐阜縣道33號瑞浪上矢作線等公路:1054，而道之站祖母市和山岡則位於岐阜縣道33號瑞浪上矢作線的沿線。公共交通方面，明知鐵道在馬場山田和上手向分別設有花白溫泉站和山岡站，山岡町營巴士和循環線則來回町內各地和瑞浪站，現在是惠那市自主運行巴士的吹越線和瑞浪山岡線，田代下手向線、山田田澤線和久保原上手向線則已經在2018年10月1日停止運作，另有需求反應運輸「預約來號」（よやくる号），均由和平法人負責營運。學前教育方面，過去在上手向、久保原、下手向、田代和馬場山田（山田保育園）均設有保育園，目前僅餘上手向的山岡兒童園。初等教育方面，山岡有山岡小學校，前身分別是山岡町立山岡東小學校和山岡町立山岡西小學校，曾經設有久保原分校、田代分校和峰山分校，中等教育方面則設有山岡中學校，前身分別是山岡町立山岡東中學校和山岡町立山岡西中學校。

### 註解
1. ↑  蛙目陶土是指帶石英碎的高嶺石粘土，由於看起來像青蛙的眼睛而得名[65]。

## 外部連結
- https://keinanspot.jp/area/yamaoka/ （页面存档备份，存于）
- https://www.kankou-ena.jp/areaguide/yamaoka.php （页面存档备份，存于）
- https://yamaokakankou.com/ （页面存档备份，存于）